# الکسی آپوختین
الکسی نیکولایِویچ آپوختین (روسی: Алексе́й Никола́евич Апу́хтин؛ IPA: [ɐlʲɪkˈsʲej nʲɪkɐˈlajɪvʲɪtɕ ɐˈpuxtʲɪn] ()؛ ۲۷ نوامبر ۱۸۴۰ – ۲۹ اوت ۱۸۹۳) شاعر، نویسنده و منتقد اهل امپراتوری روسیه بود. وی در سال ۱۸۸۶ مجموعهٔ اشعارش را منتشر نمود.